# Carlos Cecconato
José Carlos Cecconato, también conocido como Cecconatto (Avellaneda, 27 de enero de 1930-Buenos Aires, 12 de diciembre de 2018), fue un futbolista argentino que se desempeñaba como volante defensivo. Considerado el cerebro de un equipo imborrable, el Independiente de finales de los años 50, sin embargo nunca fue campeón en esa época.

## Biografía

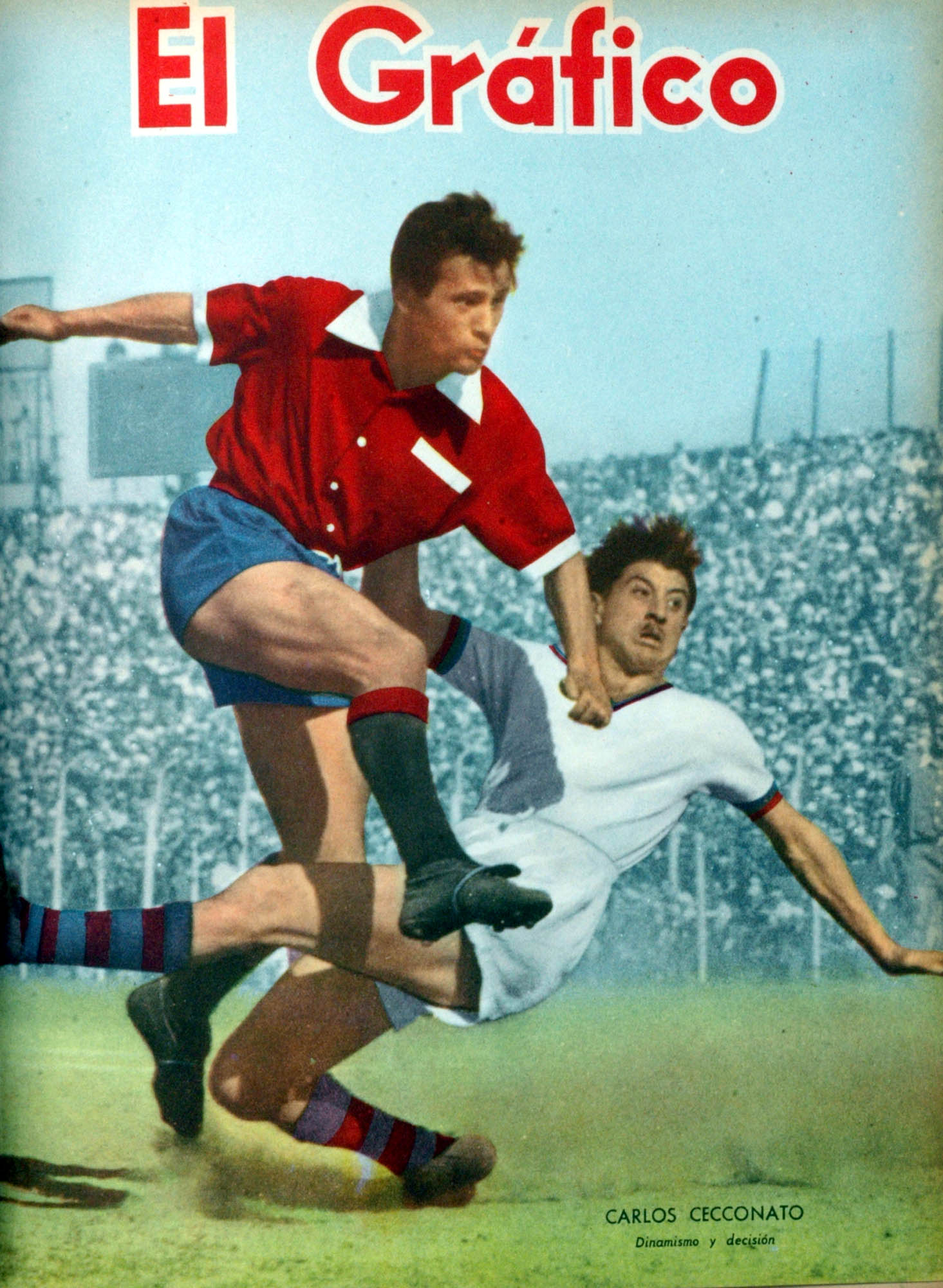
Carlos Cecconato en Independiente en 1954.

La carrera futbolística de Cecconato comenzó en 1946 en el Club El Porvenir de Gerli, para pasar finalmente en 1947 a Independiente de Avellaneda, club donde desarrollaría toda su trayectoria posterior.
Cecconato era bajo de estatura pero un jugador notable. En este hombre descansaba la función de dirigir el ataque, y con una precisión tal que pasaba a regular el ritmo del juego. Si era necesario, también podía jugar como volante defensivo.
Fue un jugador de ida y vuelta, con gran movilidad y astuto para picar al vacío. Pero, a pesar de haber marcado muchos goles, su fuerte era asistir a sus compañeros de ataque. Era el generador de juego de la gran delantera que conformaron Micheli, Lacasia, Grillo y Cruz.

## Selección nacional
Siendo jugador de Independiente fue convocado a la selección nacional. El 14 de mayo de 1953, Cecconato debutó con la albiceleste en un partido contra Inglaterra, ganado por Argentina 3-1.
Participó en la Copa América de 1955, donde Argentina ganó el campeonato sudamericano. Cecconato jugó los cinco partidos del torneo: contra Paraguay, Ecuador, Perú (anotó un gol), Uruguay y Chile.
Todavía como jugador Independiente participó del mismo torneo al año siguiente, la Copa América de 1956, donde fue subcampeón de Sudamérica con el seleccionado argentino. Cecconato jugó, en esta oportunidad, en tres partidos: contra Chile (sustituyendo sobre el terreno de juego a los 65 minutos del partido a Omar Sívori), Paraguay (luego del minuto 75 lo sustiyó a Ernesto Grillo y anotó el gol), y Brasil.

## Estadísticas generales
En la Primera División de Argentina Cecconato jugó 148 partidos y marcó 52 goles. En la Selección de fútbol de Argentina jugó 11 partidos y marcó 2 goles.

## Retiro
A los 28 años, en la plenitud de su carrera, decidió abandonar el fútbol. No arregló su contrato con el Rojo, cuyos dirigentes eran considerados extremadamente cuidadosos con las finanzas del club.[cita requerida]
Luego se mudó a Mendoza donde jugó algunos partidos para el Atlético Palmira en la Liga Mendocina de Fútbol.